# Tacoma
Tacoma é uma cidade portuária e urbana, sede do Condado de Pierce, localizada no estado americano de Washington. Foi fundada em década de 1850, e incorporada em 12 de novembro de 1875. É conhecida como a "Cidade do Destino", porque a área foi escolhida para ser o ponto mais ocidental do Pacífico Norte Ferroviário no final de 1800.
A cidade está 52 km a sudoeste da cidade de Seattle e 50 km da capital do estado, Olympia. É a segunda maior cidade na região de Puget Sound e a terceira mais populosa do estado.

## História
Tacoma foi habitada há milhares de anos pelos índios norte-americanos, principalmente o povo Puyallup, que viviam em assentamentos no delta do rio Puyallup e chamou a área Squa-szucks. Foi visitado por exploradores europeus e americanos, incluindo George Vancouver e Charles Wilkes, que nomeou muitos dos marcos costeiras.

## Geografia

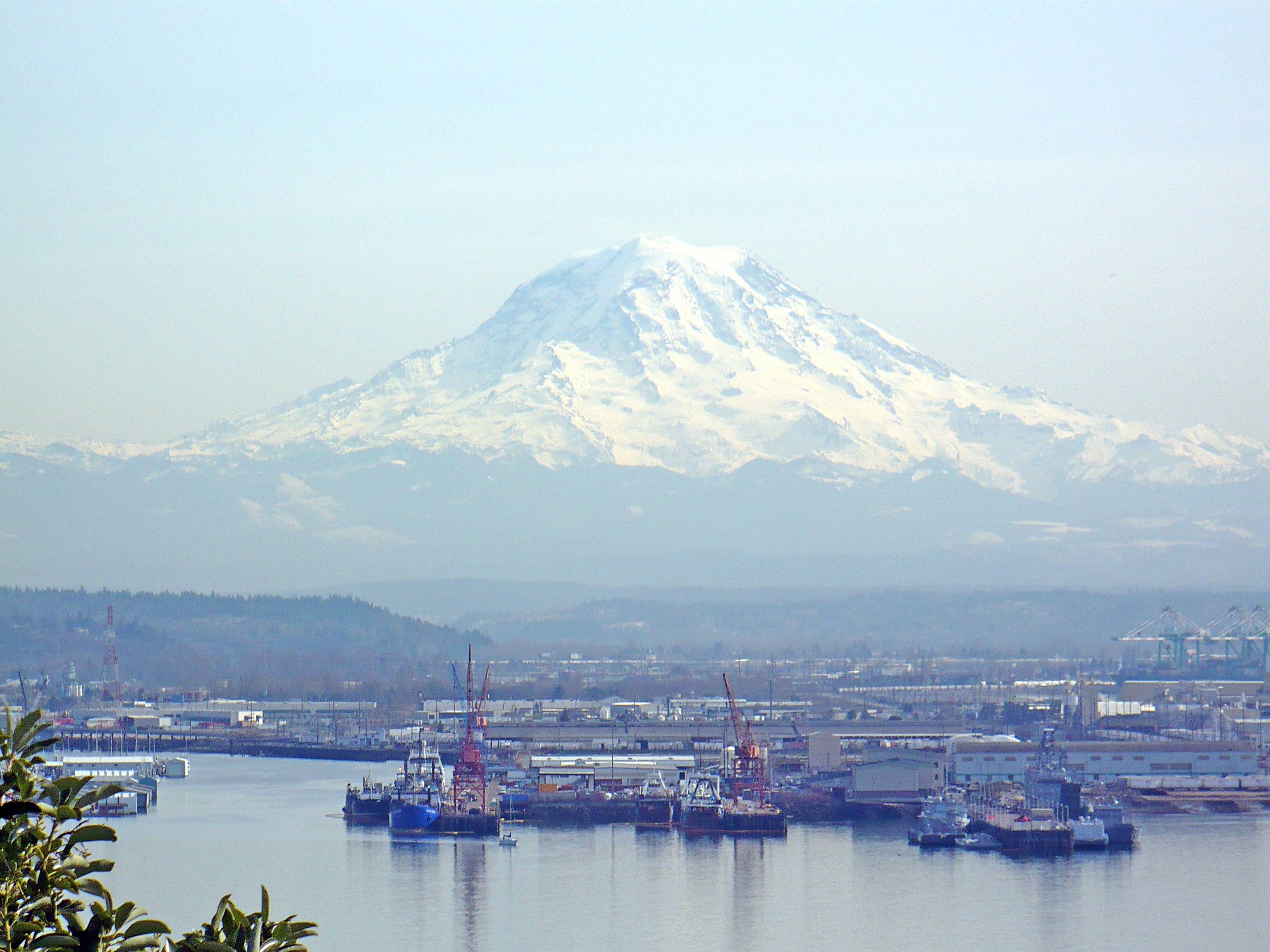
Vista do porto de Tacoma e do Monte Rainier.

De acordo com o United States Census Bureau, a cidade tem uma área de 161,5 km², onde 128,8 km² estão cobertos por terra e 32,7 km² por água.

## Demografia
Segundo o censo nacional de 2010, a sua população é de 198 397 habitantes e sua densidade populacional é de 1 540,66 hab/km². Possui 85 786 residências, que resulta em uma densidade de 666,17 residências/km².

## Cidadãos ilustres
- Cam Gigandet - ator norte-americano
- Nathan Gamble - ator norte-americano
- Jerry Cantrell - guitarrista, segundo vocalista e principal letrista e compositor da banda Alice In Chains
- Marissa Meyer - Autora da série "Crônicas Lunares"
- Dale Chihuly - artista (vidros)
- Frank Herbert - autor ) norte americano de grande sucesso comercial e de crítica pela de ficção científica série Duna;
- Isaiah Thomas - Jogador de basquete da NBA
- Miesha Tate - Lutadora e Campeã do UFC .
- Bing Crosby - Cantor e Ator

## Turismo
- Tacoma Narrows Bridge
- Museu de Vidro
- Monte Rainier

## Marcos históricos
A relação a seguir lista as entradas do Registro Nacional de Lugares Históricos em Tacoma. O primeiro marco foi designado em 15 de abril de 1970 e o mais recente em 10 de outubro de 2017. Aqueles marcados com ‡ também são um Marco Histórico Nacional.
| - Albers Brothers Mill - American Lake Veterans Hospital - Annobee Apartments - Auditorium Dance Hall, The - Balfour Dock Building - Blue Mouse Theatre - Boatman-Ainsworth Hose - Bowes Building - Browns Point Lighthouse and Keeper's Cottage - Buckley's Addition Historic District - Building at 1602 South G Street - Building at 712-716 Sixth Avenue - C.O. Lynn Co. Funeral Home - Cabin No. 97 - Camp Six - Central Elementary School - City Waterway Bridge - College Park Historic District - Conrad F. & Annie K. Beutel House - Cushman Substation - Custer School - East 34th Street Bridge - Emma Smith DeVoe House - Engine House No. 11 - Engine House No. 13 - Engine House No. 4 - Engine House No. 8 - Engine House No. 9 - Fire Alarm Station - Fire Station No. 1 - Fire Station No. 10 - Fire Station No. 14 - Fire Station No. 15 - Fire Station No. 2 - Fire Station No. 5 - FIREBOAT NO.1‡ - Fireboat Station - Fort Nisqually Granary and Factor's House‡ - Frederick H. Murray House - Henry Drum House - Haddaway Hall - Henry A. and Birdella Rhodes House - House at 1510 Tacoma Avenue South - House at 1610 South G Street - House at 2314 South Ainsworth Avenue - House at 2326 South L Street - House at 605 South G Street - House at 708-710 South 8th Street - House at 802-804 South G Street - John F. Yuncker House - Lord-Heuston House | - Manley-Thompson Ford Agency - Masonic Temple Building-Temple Theater - McChord Field Historic District - McIlvaine Apartments - MV KALAKALA (ferry) - National Bank of Tacoma - Nihon Go Gakko - Nisqually Power Substation - North 21st Street Bridge - North 23rd Street Bridge - North Slope Historic District - Northern Pacific Office Building - Old City Hall - Old City Hall Historic District - Old Main - Pacific Brewing and Malting Company - Pacific National Bank Building - Pantages Theatre - Parkland Lutheran Children's Home - Perkins Building - Point Defiance Lodge - Point Defiance Streetcar Station - Pythian Temple - Rhodes Medical Arts Building - Rhodesleigh - Rialto Theater - Sandberg-Schoenfeld Buildings - Schultz Apartments - Slavonian Hall - South J Street Historic District - Sprague Building - St. Peter's Episcopal Church - Stadium-Seminary Historic District - Sunset Telephone & Telegraph Building - Tacoma Building - Tacoma Ice Company's Cold Storage Plant - Tacoma Mausoleum - Tacoma Narrows Bridge Ruins - The Coffee Pot Restaurant - Thornewood - Union Depot-Warehouse Historic District - Union Passenger Station - US Post Office-Tacoma Downtown Station-Federal Building - Walker Apartment Hotel - Washington Building - Washington School - Wedge Historic District - Whitman Elementary School - William Ross Rust House - Wright Park and Seymour Conservatory - Y.M.C.A. Building |